# Hvozdec, České Budějovice
Hvozdec là một làng thuộc huyện České Budějovice, vùng Jihočeský, Cộng hòa Séc.